# ديمقراطية موجهة
يشير مصطلح الديمقراطية الموجهة المعروفة أيضًا بالديمقراطية المُدارة، إلى الحكومات الديمقراطية التي يرتفع فيها مستوى الأوتوقراطية. تستمد الحكومات شرعيتها من الانتخابات الحرة والنزيهة، لكن هذه الانتخابات لا تحمل في الوقت نفسه أي معنى جوهري فيما يتعلق بقدرتها على تغيير سياسات الدولة، أو دوافعها، أو أهدافها.
بعبارة أخرى، تعلمت الحكومات التحكم في الانتخابات ليتمكن الشعب من ممارسة حقوقه دون أن يغير في الواقع السياسة العامة للدولة. ففي الوقت الذي تتبع فيه الحكومات مبادئ ديمقراطية أساسية، يمكن أن تكون هناك انحرافات محورية نحو الاستبدادية. وفي الديمقراطية الموجهة، لا يُسمَح للناخب بأن يكون له تأثير كبير على السياسات التي تتبناها أساليب الدعاية التي تستخدمها الدولة باستمرار.
اُستخدِم مصطلح الديمقراطية الموجهة للمرة الأولى لوصف إندونيسيا، لكنه صار يُستخدَم الآن على نطاق واسع في روسيا حيث طرحه للاستخدام العام مُنظِّرو الكرملين، خاصةً جليب بافلوفسكي،  وفي الولايات المتحدة الأمريكية أيضًا، وفقًا للأستاذ بجامعة برنستون شيلدون ولين ونظرياته المتعلقة بالاستبدادية المعكوسة.

## وصلات خارجية
- Managed Democracy (الديمقراطية الموجهة) (مقال نُشِر في صحيفة موسكو تايمز يتناول الديمقراطية الموجهة في روسيا)